# گری گراهام
گری گراهام (به انگلیسی: Gary Graham) (زاده ۷ ژوئن ۱۹۵۰) بازیگرآمریکایی است.
از فیلم‌های معروف او می‌توان به بازی در فیلم تمام حرکات درست و شوالیه‌های هالیوود اشاره کرد.